# La Invasora
La Invasora es una telenovela venezolana producida y transmitida por la cadena RCTV entre los años 2003 y 2004. Es una historia original de Iris Dubs. 
Está protagonizada por Daniela Alvarado y Juan Carlos García, y con las participaciones antagónicas de Rosalinda Serfaty, Jean Carlo Simancas, Eliana López, Mirela Mendoza,  Carlos Arreaza y Manuel Salazar. Cuenta además con las actuaciones co-protagónicas de los primeros actores Mimí Lazo, Javier Vidal y Fedra López.

## Sinopsis
Mariana Del Carmen Guerra es una joven de 17 años que sufrirá un fuerte cambio en su vida, producto de una extraña situación en la que, sin saberlo, la envuelve su padrastro, Alberto Maldonado. Inés Guerra, la madre de Mariana, descubrirá una página web de Internet, llamada sinvidaprivada.com, con fotografías de su joven hija. 
Aquí empezarán los conflictos familiares y la lucha por sobrevivir de Mariana, que se convertirá en la invasora de la vida de Sergio Martínez Aldana. Para escapar del acecho de su padrastro, Mariana comenzará a vivir escondida en el vestier de este joven sin que él lo sepa.

## Elenco
- Daniela Alvarado - Mariana del Carmen Guerra
- Juan Carlos García - Sergio Martínez Aldana
- Mimí Lazo - Inés Guerra
- Jean Carlo Simancas - Ignacio Martínez Aguiar
- Rosalinda Serfaty - Alicia Fuentes Manso
- Fedra López - María Teresa Aldana de Martínez
- Javier Vidal - Alejandro Reyes
- Mirela Mendoza - Ana Victoria Fuentes
- Eliana López - Sofía Reyes Galié
- Carlos Arreaza - Reynaldo Fuentes
- Estefanía López - Máryuri Briceño
- Eduardo Orozco - Enrique Cárdenas
- Hugo Vásquez - José Miguel Briceño
- Manuel Salazar - Alberto Maldonado "El Beto"
- Carmen Julia Álvarez - Rosario Díaz
- Leopoldo Regnault - Jesús Briceño
- Freddy Galavís - Don Pedro
- Betty Ruth - Francisca
- Simón Gómez - Juan Carlos
- Josemith Bermúdez - Merly
- Líber Chiribao - Iván Robles
- Paula Bevilacqua - Vanessa Martínez Aldana
- Milagros Boullosa - Verónica
- Génesis Blando -  María Virginia Martínez Aldana
- Ángelo Goncalves - Diego Maldonado Guerra
- David Gutiérrez - Alan Reyes Galié
- Dorinay Castillo
- Jean Samuel Khouri
- Alexander Montilla - González
- José Romero - El Jhonny
- José Félix Cárdenas - Prof. Villegas
- Ana Gabriela Barboza - Raquel
- Zoe Bolívar - Magdalena
- Alejandro Palacios - Karl
- Nacho Huett - Guillermo
- Cristal Avilera - Kathy
- Alfonso Medina - Sebastián
- Ana Beatriz Osorio -  Yadira
- Vicente Tepedino - Maximiliano Quiroz
- Sheyene Gerardi - Yoli
- Linsabel Noguera - Xiomara
- Sandra Martínez
- Julio Pereira - Héctor Lander
- Sheyla Gutiérrez - La Mariposa
- Lourdes Medrano
- Pedro Palacios
- Alessandra Guilarte - Abogada
- María Alejandra Requena - Presentadora de Talk Show
- Jalymar Salomón - Participación especial

## Producción
- Titular de Derechos de Autor de la obra original - Radio Caracas Televisión (RCTV) C.A.
- Original de: - Iris Dubs
- Producida por - Radio Caracas Televisión C.A.
- Vice-Presidente de Dramáticos, Humor y Variedades RCTV Radio Caracas Televisión C.A. - José Simón Escalona
- Gerente de Proyecto - Carmen Cecilia Urbaneja
- Producción Ejecutiva - Mariana Djuro
- Dirección General - Otto Rodríguez
- Producción General - Vladimir Salazar
- Dirección de Arte - Erasmo Colón
- Dirección de Exteriores - Yuri Delgado
- Producción de Exteriores - Ender Faría
- Dirección de Fotografía - Willy Balcázar
- Dirección de Fotografía Invitado - Rolando Loewestein
- Edición - Tirso Padilla
- Música Incidental - Armando Mosquera
- Musicalización - Rómulo Gallegos
- Gerente de Libretos - Juan Zamora
- Libretos - Iris Dubs, Cristina Policastro, Zaret Romero, Germán Aponte, César Rojas
- Coordinador - Gabriel Esparragoza
- Escenógrafo General - Óscar Díaz
- Ambientadores - María Gabriela Aldana, Kenia Udiz, Karina Colavita, José Rotino
- Diseño de Vestuario - Silvia Vidal
- Vestuaristas - Manuel Salcedo, Maritza Matute

- Datos: Q2881914